# Butter-Fly
《Butter-Fly》是日本已故歌手和田光司的第一首单曲，也是电视动画《数码宝贝大冒险》的片头曲。1999年4月23日首发，2004年8月1日再次发行。该首歌曲也收录于和田光司的专辑《all of my mind》和《The Best Selection〜Welcome Back!》中。
《Butter-Fly》版本众多，仅以单曲形式发行的便有三个版本，即原版、《Butter-Fly～Strong Version～》和《Butter-Fly～tri.Version～》，这三个版本均为和田光司演唱，编曲有所不同。其中《Butter-Fly～tri.Version～》被用作2015年－2018年的剧场版《数码宝贝大冒险tri.》全六章片头曲。

## 概要
《Butter-Fly》为富士电视台电视动画《数码宝贝大冒险》主题歌。1999年4月，和田光司凭借这首歌曲正式出道。这也是原本演唱民谣歌曲的和田光司第一次演唱摇滚风格的歌曲。该曲在当年Oricon公信榜最高排名47位，成为了和田光司的代表作。以此为契机，和田光司在数码宝贝系列中连续4年担任了主题歌的演唱。此后也多次参与数码宝贝系列的歌曲演唱。
1999年首次发行时，该首歌曲是以80毫米Mini CD为载体发行的；而2004年再次发行时，发行载体改为120毫米标准CD。

## 收录曲目
1. Butter-Fly [4:18]
作詞、作曲：千綿偉功（日语：千綿偉功）
編曲：渡部達也
2. Seven [4:17]
作詞、作曲：小山晃平
編曲：渡部達也
3. Butter-Fly（Off Vocal）
4. Seven（Off Vocal）

## Remix版单曲

### 《Butter-Fly～Strong Version～》
《Butter-Fly～Strong Version～》于2009年4月22日发行，这也是和田光司的第10首单曲，也是和田光司出道十周年的纪念单曲，由T.Y.Entertainment发行。该张单曲还收入了C/W曲《Seven》的Remix版。

#### 收录曲目
1. Butter-Fly～Strong Version～ [4:30]
作詞、作曲：千綿偉功
編曲：渡部達也
2. Seven～10th Memorial Version～ [4:37]
作詞、作曲：小山晃平
編曲：渡部達也
3. Butter-Fly～Strong Version～（Off Vocal）
4. Seven～10th Memorial Version～（Off Vocal）

### 《Butter-Fly～tri.Version～》
《Butter-Fly～tri.Version～》于2015年11月25日发行。该首歌曲为和田光司的第14首单曲，由DREAMUSIC发行。该首歌曲也是为纪念数码宝贝大冒险系列15周年而推出的剧场版《数码宝贝大冒险tri.》全六章的主题曲。该单曲也是和田光司生前最后一首本人亲自参与的录音作品（由于身体原因，和田光司生前发行的最后一首单曲《Seven～tri.Version～》并非全新录制，而是从之前录制的《Seven～10th MEMORIAL Version～》中提取和田光司本人的声音重新混编制作）。

#### 收录曲目
1. Butter-Fly～tri.Version～
作詞、作曲：千綿偉功
編曲：玉木千尋
2. Butter-Fly～tri.Version～（Off Vocal）

## 中文版本

### 粤语版本
香港TVB翡翠台播出的版本名为《自動勝利Let's Fight》，由陈心遥填中文歌词、陳嘉業（Ken Chan）编曲、鄭伊健演唱。郑伊健本人凭此歌成为由TVB主辦的2000年度儿歌金曲颁奖典礼最受欢迎儿歌男歌手。

#### 收录专辑
Beautiful Life

CD编号：79321-75723-2

唱片公司：博德曼音樂

发售日期：2000年7月25日

收录歌曲：
1. 直腸直肚
2. 一起飛
3. 愛恆溫
4. 愛情歲月
5. 爸爸的汽水
6. 旁觀者迷
7. 一生中一个你
8. 迷香
9. 自動勝利Let's Fight
10. 玫瑰不會忘記

### 国语版本
台湾台視播出的版本名为《Butter-Fly振翅高飞》，由歌男填中文歌词、黃名偉编曲、财部有辉演唱。台视直到第31话时才换回原本的日语主题曲，卫视中文台版本并没有使用这首歌。而东森幼幼台播出时前面几话都使用日语主题曲，之后则改为该台自制的儿童节目《YoYo点点名》的歌曲《天空游乐场》，播映时另取歌名“YOYO火箭号”。

#### 收录专辑
Butter-Fly振翅高飛 國語EP

CD编号：BFEP-0001

唱片公司：蜜蜂工房

发售日期：2000年8月2日

收录歌曲：
1. Butter-Fly振翅高飛（一鳴驚人版）
作詞：歌男
作曲：千綿偉功
編曲・BASS：黃名偉
主唱：財部有輝
和聲：蕭蔓萱、李寶琦、陳秀珠
和聲編寫：陳秀珠
吉他：陳秦樑
2. Just A Little Bee
作詞：董修銘
作曲・編曲・BASS：黃名偉
主唱：財部有輝
和聲：蕭蔓萱、李寶琦、陳秀珠
和聲編寫：陳秀珠
吉他：倪方來
3. Butter-Fly振翅高飛（熱血爆發版）
作詞：歌男
作曲：千綿偉功
編曲・BASS：黃名偉
主唱：財部有輝
和聲：蕭蔓萱、李寶琦、陳秀珠
和聲編寫：陳秀珠
吉他：陳秦樑
4. Butter-Fly振翅高飛（真情流露版）
作詞：歌男
作曲：千綿偉功
編曲・BASS：黃名偉
主唱：財部有輝
和聲：蕭蔓萱、李寶琦、陳秀珠
和聲編寫：陳秀珠
吉他：陳秦樑
鋼琴：陳瑤玲
5. Butter-Fly振翅高飛（卡拉OK）
作詞：歌男
作曲：千綿偉功
編曲・BASS：黃名偉
和聲：蕭蔓萱、李寶琦、陳秀珠
和聲編寫：陳秀珠
吉他：陳秦樑
6. Just A Little Bee（卡拉OK）
作詞：董修銘
作曲・編曲・BASS：黃名偉
和聲：蕭蔓萱、李寶琦、陳秀珠
和聲編寫：陳秀珠
吉他：倪方來